# Miekkasaari (ö i Finland, Lappland)
Miekkasaari är en ö i Finland. Den ligger i Torne älv och i kommunen Övertorneå i den ekonomiska regionen  Tornedalens ekonomiska region  och landskapet Lappland, i den norra delen av landet, 700 km norr om huvudstaden Helsingfors. Öns area är 0,5 hektar och dess största längd är 140 meter i nord-sydlig riktning.